# Rotkogelhütte
Die Rotkogelhütte – gelegentlich auch Rotkogeljochhütte – steht östlich unterhalb des Rotkogels in den Ötztaler Alpen. Sie ist keine Alpenvereinshütte, sondern ein Gasthaus im Gebiet westlich oberhalb von Sölden im österreichischen Land Tirol auf einer Höhe von 2660 m ü. A.
Die Hütte wurde Ende der 1930er-Jahre erbaut und zuletzt 2009 umgebaut und erweitert.
Im Sommer ist sie von Anfang Juni bis Ende September geöffnet. Da sich in ihrer Umgebung ein großes Wintersport-Gebiet erstreckt, ist sie auch von Mitte November bis Ende April geöffnet.
Etwas oberhalb des Gasthauses steht die Kapelle Maria Schnee; an ihr vorbei und über das Joch zwischen Rotkogel und Schwarzseekogel gelangt man zum Schwarzsee und vorbei an seinem Südufer weiter ansteigend zum Schwarzkogel (3016 m ü. A.), von wo man eine schöne Rundsicht hat und bis zum Alpenhauptkamm schauen kann.

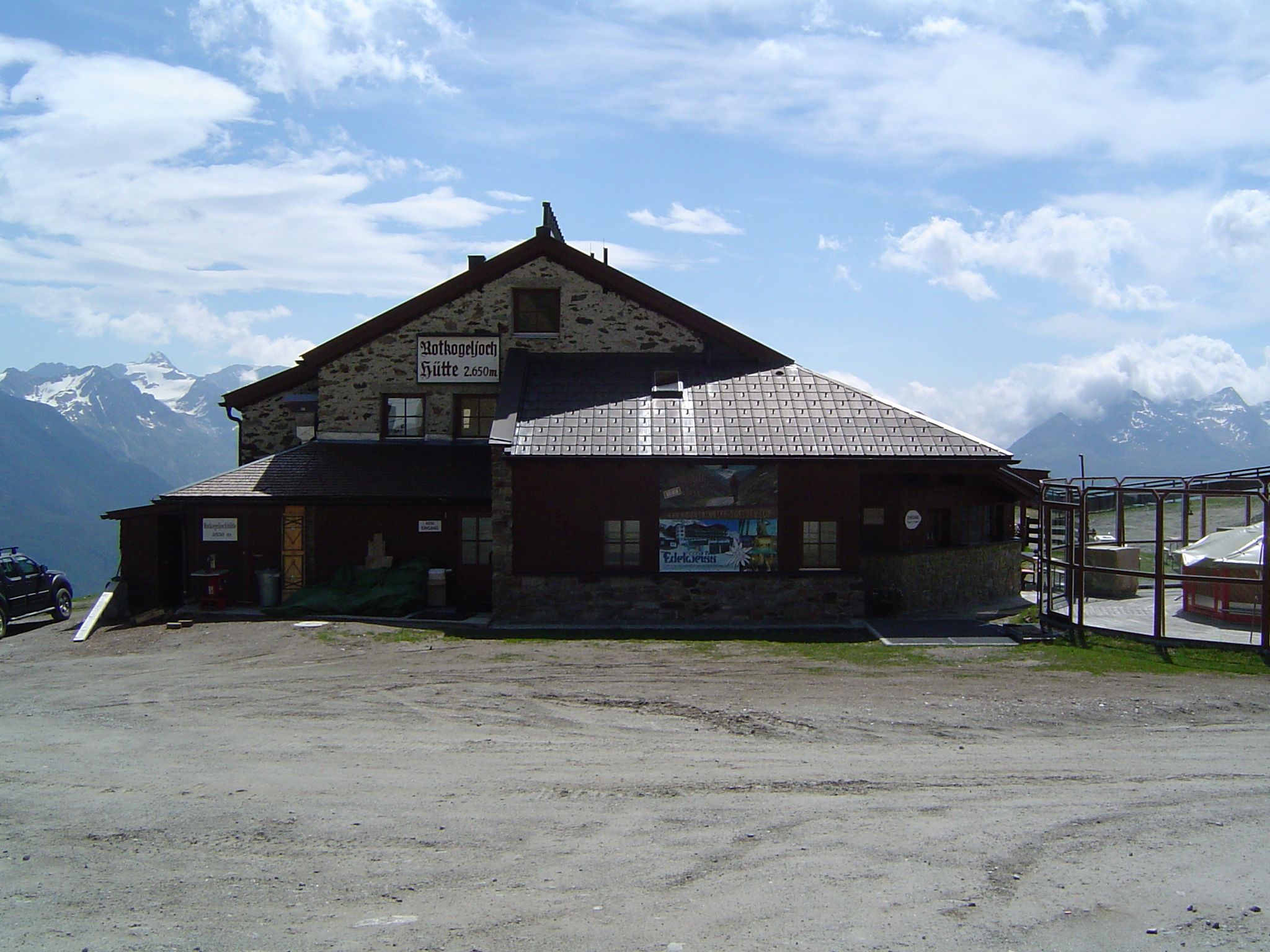
Rotkogeljochhütte (2008)
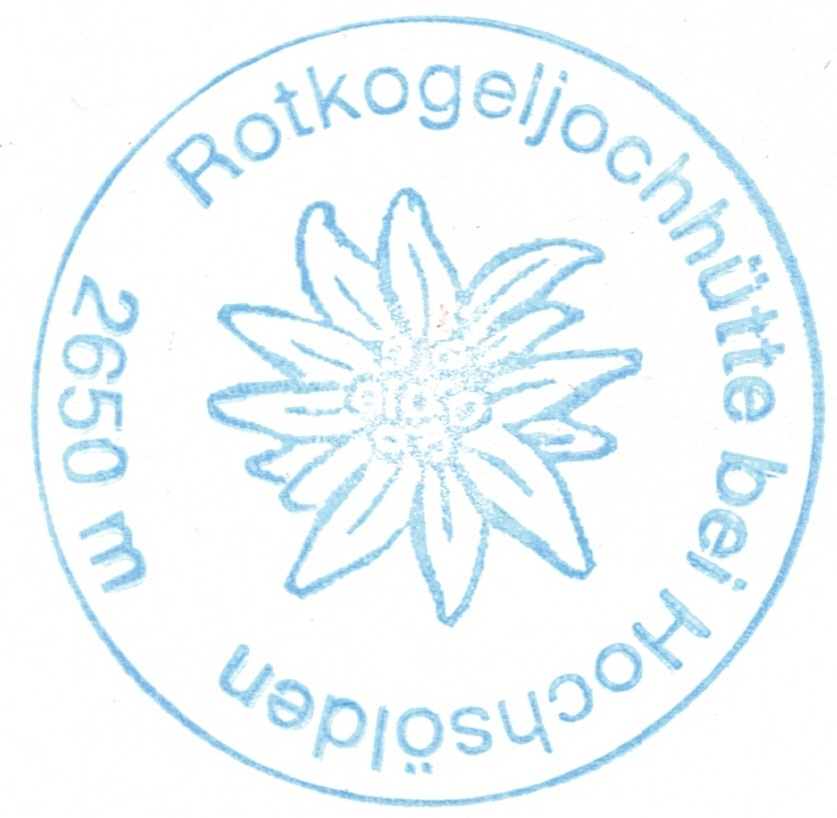
Hüttenstempel

## Nachweis
1. 1 2  Lage und Höhe auf austrianmap.at
2. ↑  Die Hütte – Website des Betreibers, abgerufen am 28. März 2024